# Brug 1340
Brug 1340 is een bouwkundig kunstwerk in Amsterdam-Zuidoost.
Deze vaste brug werd aangelegd over een afwateringsgracht in de wijk Holendrecht-Oost. Ze legt de verbinding tussen de straten Mijehof en Mijndenhof enerzijds en een groengebied waarin volkstuinen en kinderboerderij 't Brinkie. De brug ligt in het Meibergpad een bijna 2,5 kilometer lang voet- en fietspad dat hier woonwijken van oost naar west door midden snijdt en deel uitmaakt van de infrastructuur ten behoeve van langzaam verkeer. Ten oosten van de brug ligt de kruising Meibergpad en Reigersbospad, dat juist van noord naar zuid voert.
De brug uit 1981/1982 is ontworpen door Dirk Sterenberg van de Dienst der Publieke Werken, die in Amsterdam-Zuidoost (vroeger Bijlmermeer) talloze bruggen heeft ontworpen. De brug heeft diverse standaardonderdelen binnen de ontwerpen van dergelijke bruggen voor voetgangers en fietsers. Ze hebben betonnen landhoofden met betonnen borstweringen. Op de betonnen brugpijlers liggen houten liggers waarop planken. Balustraden en leuning zijn uitgevoerd is dikke houten balken. Onderscheid werd gevonden in die balken, die hier donkerrood geschilderd waren. Diezelfde houten balken vormden de zwakheid van de bruggen; onder weersinvloeden (en vandalisme) vergingen ze en met name de balusters braken af. Begin 21e eeuw werd de bovenbouw dan ook vervangen door nieuwe onder leiding van Haasnoot Bruggen. Sterenbergs als kunstenaar is terug te vinden in de brugpijlers, ze zien er hier uit als abstracte kunstwerken.

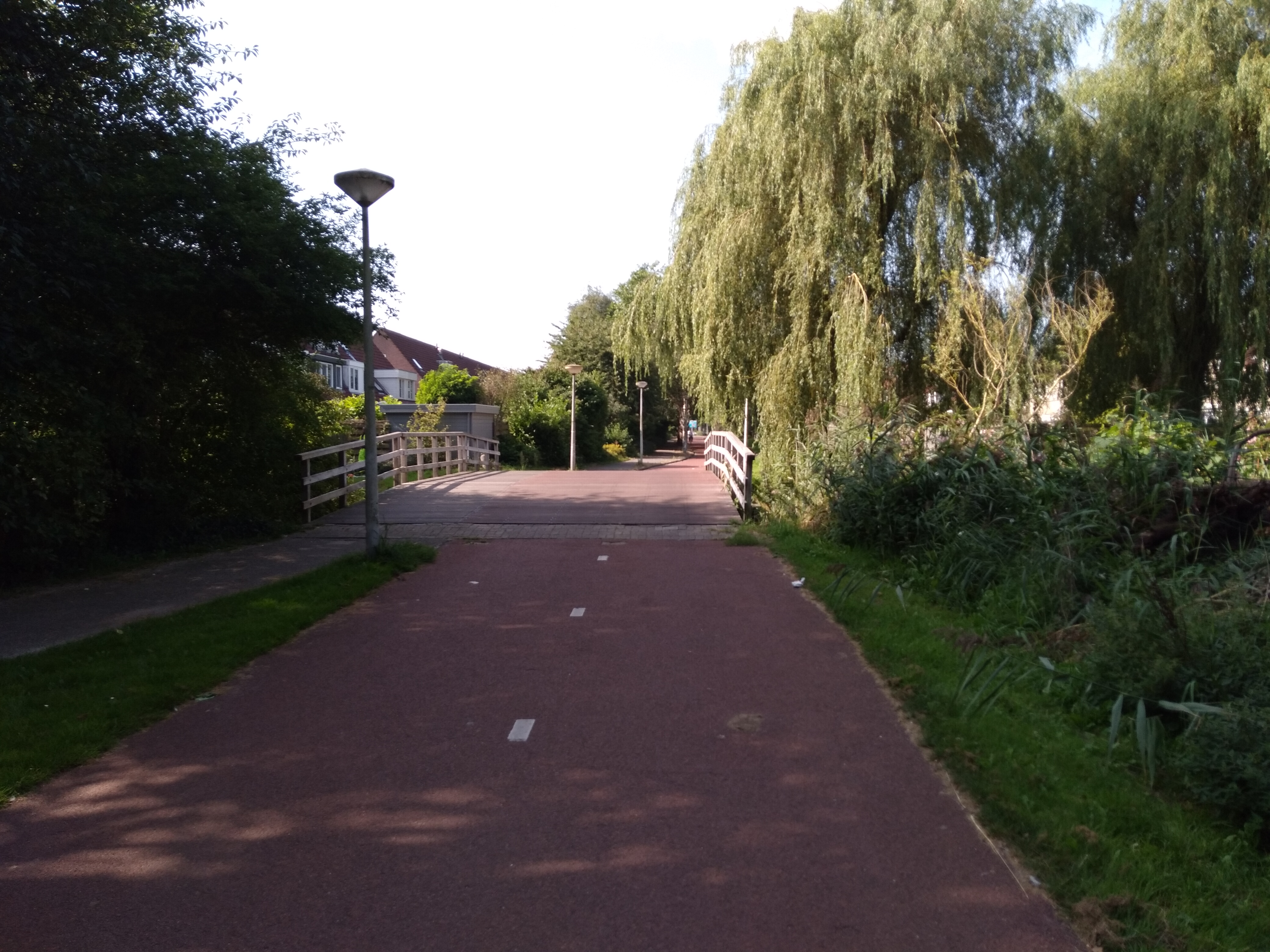
Brug 1340 de woonwijken in (september 2021)

<<< · 1301 · 1302 · 1303 · 1304 · 1305 · 1306 · 1307 · 1308 · 1309 · 1311 · 1312 · 1313 · 1314 · 1315 · 1316 · 1317 · 1319 · 1320 · 1321 · 1322 · 1323 · 1324 · 1325 · 1326 · 1327 · 1328 · 1329 · 1330 · 1331 · 1332 · 1333 · 1334 · 1335 · 1336 · 1337 · 1338 · 1339 · 1340 · 1342 · 1343 · 1344 · 1345 · 1346 · 1347 · 1348 · 1349 · 1350 · 1351 · 1352 · 1353 · 1354 · 1355 · 1356 · 1357 · 1358 · 1359 · 1360 · 1361 · 1362 · 1363 · 1364 · 1365 · 1366 · 1367 · 1368 · 1373 · 1375 · 1376 · 1377 · 1378 · 1379 · 1380 · 1381 · 1382 · 1383 · 1384 · 1385 · 1386 · 1387 · 1388 · 1389 · 1390 · 1391 · 1392 · 1396 · 1397 · 1398 · 1399 · >>>
Brugnummers 1300, 1318, 1341, 1369-1372, 1374, 1393, 1394, 1395 zijn niet vergeven. 1310 is gesloopt; brug 1318 is nooit gebouwd in verband met niet aanleggen Veenendaaldreef.